# Sentenças

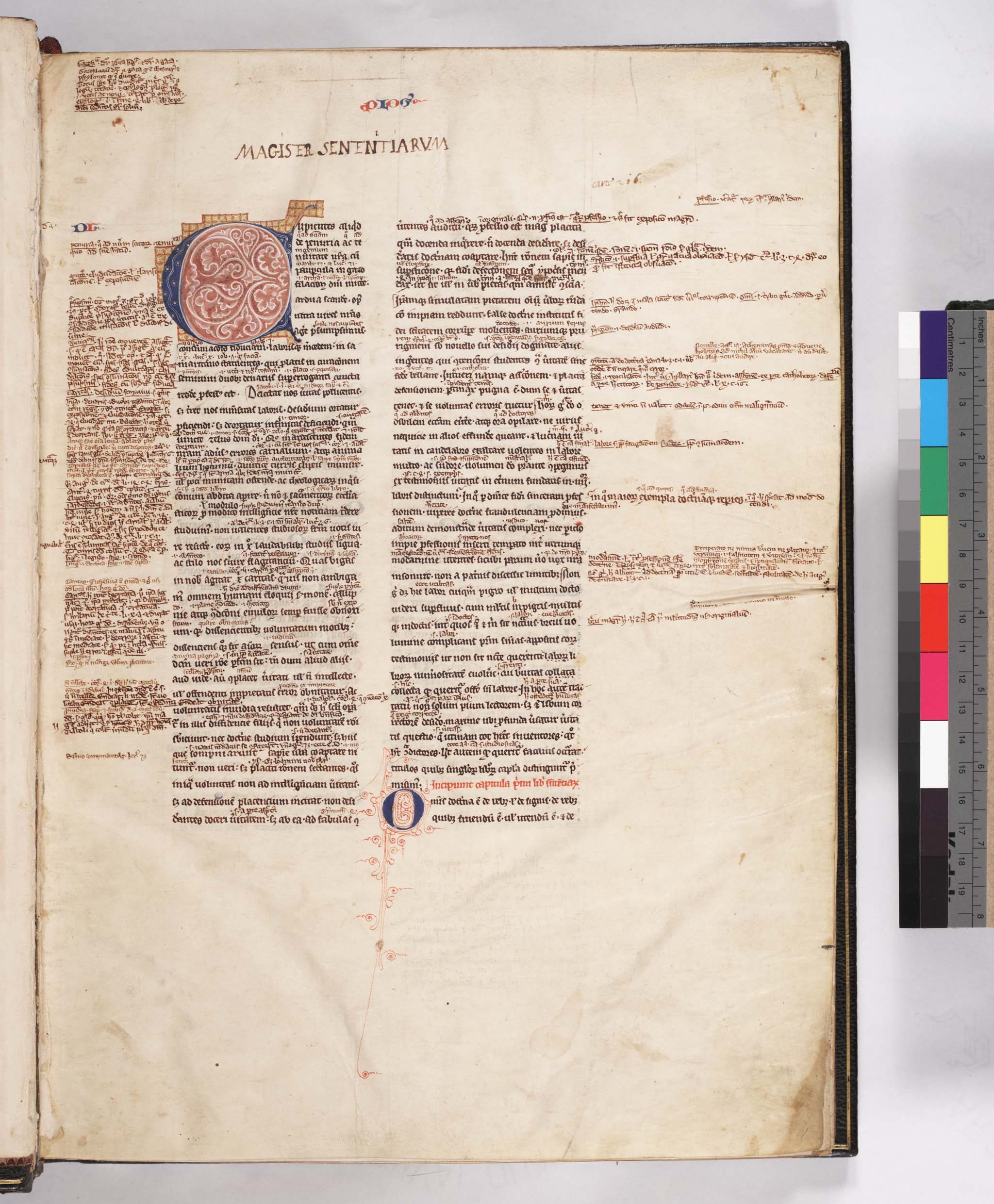
A abertura do Livro das Sentenças num manuscrito do século XIV (Free Library of Philadelphia, Lewis E 170, fol. 1r)

Os Quatro Livros de Sentenças (em latim Libri Quattuor Sententiarum) é um livro de teologia escrito por Pedro Lombardo no século XII. É uma compilação sistemática de teologia, escrita por volta de 1150, que deriva seu nome das sententiae ou declarações abalizadas sobre passagens bíblicas que se reuniam.

## Conteúdo
Os Quatro livros das Sentenças representam uma primeira forma de dialética, oferecendo um apanhado da economia cristã, desde a criação até o juízo final. O conteúdo do Sentenças corresponde às quatro partes em que se apresenta normalmente a catequese cristã:
1. Deus, Unidade e Trindade, em sua Essência e em suas Pessoas, sua presença no mundo e pelo dom da graça;
2. Deus criador e a obra da criação;
3. A Encarnação do Verbo, sua obra redentora e santificadora pela graça, as virtudes e os dons do Espírito;
4. Os sacramentos e os fins últimos.

## Importância
O escrito mais importante produzido por Tomás de Aquino foi justamente um comentário sobre a obra de Lombardo chamada de Escrito sobre os livros das Sentenças. O  escrito é o fruto de seu primeiro ensino como bachareal sentenciário em Paris, de 1252 a 1254.